# Caenohomalopoda shikokuensis
Caenohomalopoda shikokuensis är en stekelart som först beskrevs av Tachikawa 1956.  Caenohomalopoda shikokuensis ingår i släktet Caenohomalopoda och familjen sköldlussteklar. Inga underarter finns listade.